# Edificio della Gere Bank
L'Edificio della Gere Bank è uno storico edificio della città di Syracuse nello Stato di New York.

## Storia
L'edificio, opera dell'architetto Charles Erastus Colton, già progettista del Municipio di Syracuse, venne eretto nel 1894. I costi totali per i lavori di costruzione si aggirarono intorno ai 150 000 dollari, dei quali circa un terzo venne speso per realizzare un caveau ignifugo nel sotterraneo. Compare nel registro nazionale dei luoghi storici dal 16 marzo 1972.

## Descrizione
Il palazzo sorge nel centro di Syracuse e fa parte del distretto storico di Hanover Square. È attiguo a un altro edificio d'interesse storico, l'Edificio Gridley.
Il tratto distintivo dell'edificio è dato dalla presenza, in facciata, di diversi materiali quali pietra granitica, mattone e terracotta.